# Żerechowa
Żerechowa (prononciation [ʐɛrɛˈxɔva]) est un village de la gmina de Łęki Szlacheckie, du powiat de Piotrków, dans la voïvodie de Łódź, situé dans le centre de la Pologne.
Il se situe à environ 7 kilomètres au nord-ouest de Łęki Szlacheckie (siège de la gmina), 20 kilomètres au sud de Piotrków Trybunalski (siège du powiat) et 65 kilomètres au sud de Łódź (capitale de la voïvodie).
Sa population compe approximativement 254 habitants.

## Administration
De 1975 à 1998, le village était attaché administrativement à l'ancienne voïvodie de Piotrków.

Depuis 1999, il fait partie de la nouvelle voïvodie de Łódź.